# Danae (pictură de Rembrandt)
Danae este o pictură de Rembrandt din colecția Pierre Crozat care începând din secolul al XVIII-lea se află la Muzeul Ermitaj din Sankt Petersburg, Rusia. Este o reprezentare în dimensiuni naturale a personajului Danae din mitologia greacă, mama lui Perseu. Ea este reprezentată probabil ca primindu-l pe Zeus, care a impregnat-o sub forma unei ploi de aur. Având în vedere că aceasta este una dintre cele mai reușite picturi ale lui Rembrandt, nu este de mirare că el a prețuit-o, dar, cu toate acestea, a fost dificil să o vândă din cauza dimensiunilor sale mari. Deși soția artistului, Saskia, a fost modelul original pentru Danae, Rembrandt a modificat mai târziu fața personajului cu cea a amantei sale, Geertje Dircx.

## Vandalism
Pe 15 iunie 1985 pictura lui Rembrandt a fost atacată de Bronius Maigys, un șomer lituanian care a fost dovedit ulterior ca fiind nebun; el a aruncat acid sulfuric pe pânză și a tăiat-o de două ori cu cuțitul. Întreaga parte centrală a compoziției a fost transformată într-un amestec de pete cu un conglomerat de stropi de acid și picături de vopsea. Cele mai mari pagube au fost produse feței și părului Danaei, brațul ei drept și picioarelor.
Procesul de restaurare a picturii a început în aceeași zi. După consultarea unor chimiști, restauratorii de artă au început spălarea suprafeței picturii cu apă; ei au păstrat pictura în poziție verticală și au pulverizat apă pentru a preveni degradarea în continuare a picturii.
Restaurarea picturii a fost realizată între 1985 și 1997 de către personalul Laboratorului pentru Restaurarea Picturilor al Muzeului de Stat Ermitaj: E.N. Gherasimov (conducătorul grupului), A.G. Rahman și G. A. Șirokov, cu participarea T.P. Alioșina, specialistă în metodologie științifică.